# Diego Ocampo

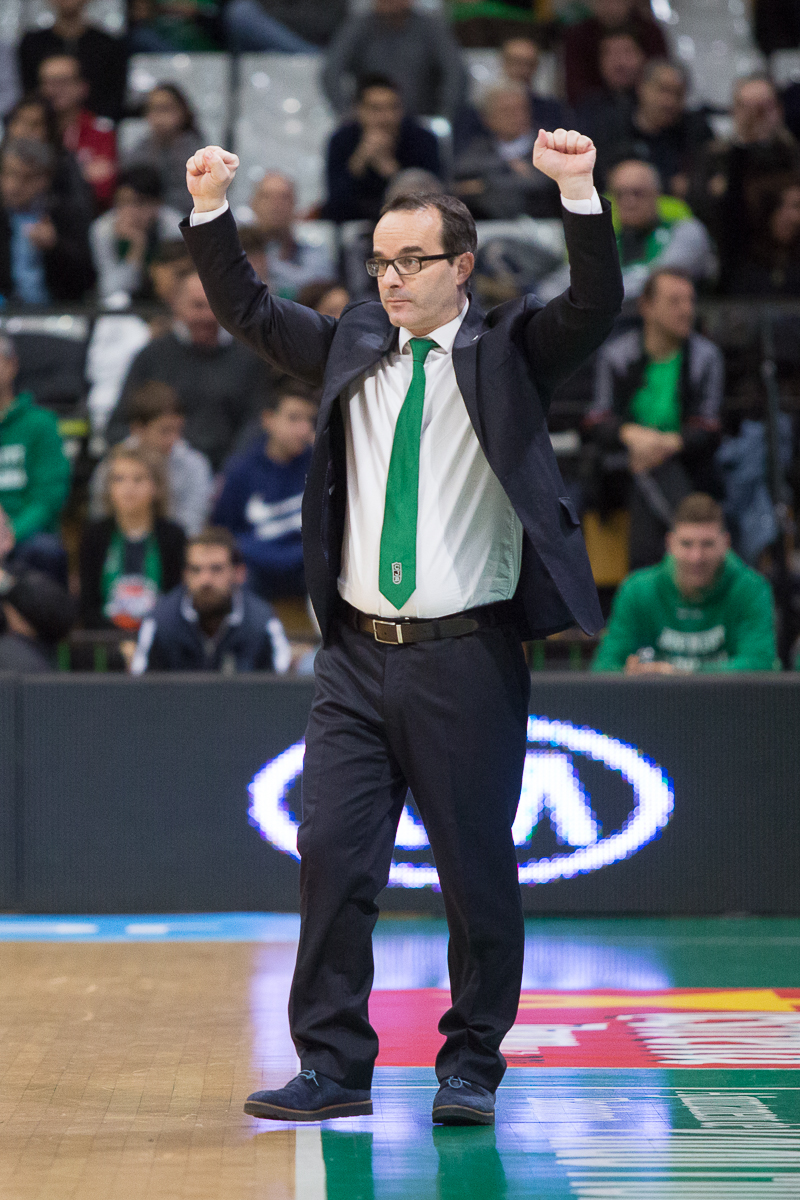
Diego Ocampo im Jahr 2018

Diego Iván Ocampo Vázquez (* 9. Januar 1976 in Ourense) ist ein spanischer Basketballtrainer.

## Werdegang
Ocampo war bis 1999 in seinem Heimatland Trainer im Nachwuchsbereich von AB Ourense, anschließend von 1999 bis 2001 in der Jugend von COB-Salesianos. In der Saison 2000/01 betreute er den spanischen Damen-Zweitligisten Carmelitas Vedruna als Cheftrainer und wechselte hernach wieder in den männlichen Bereich. Zwischen 2001 und 2004 war Ocampo Assistenz- und zeitweise Konditionstrainer des Club Ourense Baloncesto in der Liga EBA, dann in der zweiten Liga.
2004/05 war er als Trainer für den Club Extrugasa Cortegada Vilagarcía de Arousa tätig, von 2004 bis 2007 hatte Ocampo beim Zweitligisten CB Tarragona zunächst das Amt des Assistenz- und ab 2005 das Amt des Cheftrainers inne. In der Saison 2007/08 arbeitete er erstmals in der höchsten spanischen Spielklasse, Liga ACB, und gehörte als Assistenztrainer zum Stab von Akasvayu Girona. Er trug zu Gironas Einzug ins Endspiel des ULEB Cup bei. Es folgte eine weitere Station als Assistenztrainer in der Liga ACB: 2008 bis 2014 bei Cajasol Sevilla (zeitweise in Banca Cívica Sevilla umbenannt). In Sevilla arbeitete er unter den Cheftrainern Manel Comas, Pedro Martínez, Joan Plaza und Aíto García Reneses. 2011 stand Ocampo mit Sevilla im Endspiel des europäischen Vereinswettbewerbs EuroCup.
Im Juli 2014 machte ihn der Erstligist UCAM Murcia zum Cheftrainer. Unter Ocampos Leitung wurde Murcia in der Saison 2014/15 Zehnter der Liga ACB und erreichte damit das bis dahin beste Ergebnis der Vereinsgeschichte. Seine Amtszeit endete im Sommer 2015.
Die Saison 2015/16 begann Ocampo als Cheftrainer von CB Estudiantes (ebenfalls Liga ACB). Mitte Januar 2016 wurde er entlassen, nachdem die Mannschaft aus Madrid zuvor unter Ocampos Führung aus 16 Spielen nur drei Siege geholt hatte.
Im Juli 2016 wurde er neuer Cheftrainer des Club Joventut Badalona in der Liga ACB. Ocampo blieb bis Anfang Februar 2018 im Amt. Er wurde nach acht Niederlagen in Folge entlassen. Anschließend war er für Bàsquet Manresa tätig und führte die Mannschaft im Frühling 2018 zum Erstligaaufstieg.
Im Sommer 2018 trat er das Traineramt bei der zweiten Mannschaft des FC Barcelona an. Er übte dieses Amt bis 2020 aus und wechselte im Sommer 2020 zu Casademont Zaragoza in die Liga ACB zurück. Anfang November 2020 trennte sich Zaragoza von ihm. Er hatte die Mannschaft in acht Ligaspielen betreut und dabei nur zwei Siege eingefahren.
Im Juni 2021 wurde Ocampo Cheftrainer des deutschen Bundesligisten Skyliners Frankfurt und wechselte damit erstmals ins Ausland. Mitte März 2022 wurde er nach acht Niederlagen in Folge von den Frankfurtern entlassen. Im April 2022 übernahm er das Traineramt beim spanischen Drittligisten Tizona UBU Burgos. Er stieg mit der Mannschaft 2023 in die zweite Liga auf.
Im Sommer 2024 wurde seine Rückkehr zum Erstligisten Bàsquet Manresa vermeldet.

### Nationalmannschaft
2006/07 war Ocampo Assistenz- und Konditionstrainer der spanischen B-Nationalmannschaft. 2009 arbeitete er als Cheftrainer für Spaniens U16-Nationalmannschaft und gewann mit dieser die Europameisterschaft dieser Altersklasse. 2010 war Ocampo Cheftrainer der spanischen U17-Nationalmannschaft bei der Weltmeisterschaft in Hamburg. Bei der U16-EM 2011 führte er Spanien als Cheftrainer auf den dritten Rang.
Im Sommer 2023 trat er zusätzlich zu seiner Tätigkeit im Vereinsbereich das Amt des Cheftrainers der tschechischen Nationalmannschaft an.